# Prvenstvo Šibenskog nogometnog podsaveza 1962./63.
Prvenstvo Šibenskog nogometnog podsaveza za 1962./63. je bila liga 4. ranga nogometnog prvenstva Jugoslavije. 
 Sudjelovalo je ukupno 8 klubova, a prvak je bio "Polet" iz Zablaća. 

## Ljestvica
| mj. | klub                   | ut. | pob. | ner. | por. | gol+ | gol- | bod |
| --- | ---------------------- | --- | ---- | ---- | ---- | ---- | ---- | --- |
| 1.  | Polet Zablaće          | 12  | 10   | 1    | 1    | 45   | 10   | 21  |
| 2.  | Metalac Šibenik        | 12  | 8    | 1    | 3    | 43   | 15   | 17  |
| 3.  | SOŠK Skradin           | 12  | 7    | 1    | 4    | 32   | 21   | 15  |
| 4.  | Aluminij Lozovac       | 12  | 5    | 2    | 5    | 31   | 33   | 12  |
| 5.  | Radnik Vodice          | 12  | 3    | 4    | 5    | 23   | 32   | 10  |
| 6.  | Galeb Šibenik          | 12  | 2    | 4    | 6    | 17   | 23   | 8   |
| 7.  | Požar Skradinsko Polje | 12  | 0    | 1    | 11   | 5    | 55   | 1   |
|     | Šibenik II             | 10  | 8    | 2    | 0    | 46   | 12   |     |

- "Šibenik II" nastupao van konkurencije
- Zablaće danas dio Šibenika

## Rezultatska križaljka
| kratica | klub                   | ALU | GAL | MET | POL | POŽ      | RAD | SOŠK | ŠIB |
| --- | ---------------------- | --- | --- | --- | --- | -------- | --- | ---- | --- |
| ALU | Aluminij Lozovac       |     |     |     |     |          |     | 1:3  |     |
| GAL | Galeb Šibenik          | 1:1 |     |     |     |          |     |      |     |
| MET | Metalac Šibenik        |     | 4:1 |     |     | 3:0 p.f. |     |      |     |
| POL | Polet Zablaće          |     |     |     |     |          |     | 4:2  |     |
| POŽ | Požar Skradinsko Polje |     |     |     |     |          |     |      | 0:6 |
| RAD | Radnik Vodice          | 6:4 | 0:0 | 3:7 |     |          |     |      |     |
| SOŠK | SOŠK Skradin           |     |     |     |     |          | 2:1 |      |     |
| ŠIB | Šibenik II             |     |     |     |     |          |     |      |     |
| |                        |     |     |     |     |          |     |      |     |
| podebljan rezultat - utakmice od 1. do 7. kola (1. utakmica između klubova) rezultat normalne debljine - utakmice od 8. do 14. kola (2. utakmica između klubova) rezultat nakošen - nije vidljiv redoslijed odigravanja međusobnih utakmica iz dostupnih izvora rezultat nakošen i smanjen * - iz dostupnih izvora nije uočljiv domaćin susreta prekrižen rezultat - poništena ili brisana utakmica p - utakmica prekinuta 3:0 p.f. / 0:3 p.f. - rezultat 3:0 bez borbe |                        |     |     |     |     |          |     |      |     |

 Izvori: 